# BM (Turijn)
BM is een Italiaans historisch merk van motorfietsen.
De bedrijfsnaam was: Officine Meccaniche Meldi, Torino.
Antonio Baudo en Giuseppe Meldi produceerden vanaf 1928 kleine aantallen motorfietsen met 492cc-JAP- eencilinders en V-twins. In het laatste jaar van het bestaan van het merk, 1931, konden klanten ook een elektrische startmotor laten monteren. Dat was een primeur in Italië.
Zowel Baudo als Meldi produceerden ook motorfietsen onder hun eigen namen.